# Oxford Street

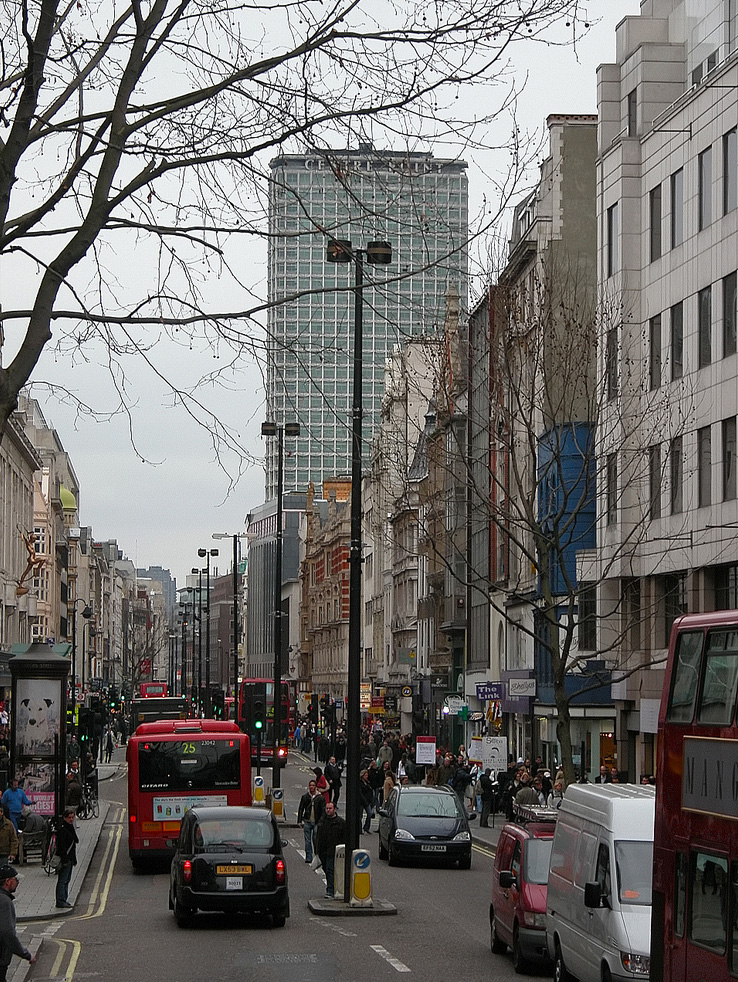
A Oxford Street, com Centre Point ao fundo.

Oxford Street é uma importante avenida na área de Westminster, em Londres, Inglaterra. Com mais de 300 lojas, é a rua comercial mais movimentada de toda a Europa. Seu nome é derivado da rodovia que liga Londres a Oxford que começa em Newgate, na Cidade de Londres. Hoje a rua é parte da rodovia A40, embora não seja sinalizada como tal, como diversas outras ruas centrais de Londres. Também, a moderna rua segue o traçado de uma antiga estrada romana entre Londínio (Londres) e Caleva dos Atrébates (próxima de Silchester).
Se estende por cerca de 2.5 quilometros (1.5 milhas) desde Marble Arch, na porção nordeste do Hyde Park, passando pelo Oxford Circus e St Giles' Circus na interseção da Charing Cross Road com a Tottenham Court Road. A partir deste ponto e em direção leste, a rua torna-se a New Oxford Street que estende-se até High Holborn. A Oxford Street intersecta outras importantes ruas de Londres, incluindo Park Lane, New Bond Street e Regent Street. A Oeste de Marble Arch, a Oxford Street transforma-se na Bayswater Road. Passando por Notting Hill, ganha o nome de Holland Park Avenue até transformar-se na Uxbridge Road no contorno no início do bairro de Shepherd's Bush. No bairro de Uxbridge esta avenida torna-se a estrada Londres - Oxford novamente até à cidade de Oxford, exceto por algumas pequenas porções em que recebe um nome local.